# Джибути на летних Олимпийских играх 2016
Джибути на летних Олимпийских играх 2016 года была представлена 7 спортсменами в 3 видах спорта. Знаменосцем сборной Джибути на церемонии открытия Игр стал серебряный призёр Африканских игр 2015 года в беге на 1500 метров Абди Муядин, а на церемонии закрытия — ещё один легкоатлет 19-летний Мохамед Исмаил Ибрагим, который принимал участие в беге на 3000 метров с препятствиями. По итогам соревнований на счету джибутийских спортсменов не оказалось ни одной награды. Эти Игры стали для Джибути уже девятыми по счету и по прежнему на счету сборной значится лишь одна медаль, завоёванная Ахмедом Салахом в марафоне на Играх 1988 года в Сеуле.

## Состав сборной
Дзюдо
1. Анасс Хуссейн

 Лёгкая атлетика
1. Мумин Гала
2. Мохамед Исмаил Ибрагим
3. Абди Муядин
4. Аянлех Сулейман
5. Кадра Мохамед Дембил

 Плавание
1. Борхан Абро

## Результаты соревнований

### Водные виды спорта

#### Плавание
В следующий раунд на каждой дистанции проходят спортсмены, показавшие лучший результат, независимо от места, занятого в своём заплыве.
Мужчины
| Дистанция                | Спортсмены  | Предварительный раунд | Предварительный раунд | Предварительный раунд | Полуфинал | Полуфинал | Полуфинал | Финал     | Финал |
| Дистанция                | Спортсмены  | Заплыв                | Результат             | Место                 | Заплыв    | Результат | Место     | Результат | Место |
| ------------------------ | ----------- | --------------------- | --------------------- | --------------------- | --------- | --------- | --------- | --------- | ----- |
| 50 метров вольным стилем | Борхан Абро |                       |                       |                       |           |           |           |           |       |

### Дзюдо
Соревнования по дзюдо проводились по системе с выбыванием. В утешительные раунды попадали спортсмены, проигравшие полуфиналистам турнира. Два спортсмена, одержавших победу в утешительном раунде, в поединке за бронзу сражались с дзюдоистами, проигравшими в полуфинале.
Мужчины
| Категория | Спортсмены    | 1/32 финала        | 1/16 финала               | 1/8 финала           | Четвертьфинал        | Полуфинал            | Финал                | Место |
| Категория | Спортсмены    | Соперник Результат | Соперник Результат        | Соперник Результат   | Соперник Результат   | Соперник Результат   | Соперник Результат   | Место |
| --------- | ------------- | ------------------ | ------------------------- | -------------------- | -------------------- | -------------------- | -------------------- | ----- |
| до 66 кг  | Анасс Хуссейн | Не участвовал      | CHNМа Дуаньбинь П 000:110 | Завершил выступление | Завершил выступление | Завершил выступление | Завершил выступление | 17    |

### Лёгкая атлетика
Мужчины
Беговые дисциплины
| Дисциплина                         | Спортсмен              | Предварительный раунд | Предварительный раунд | Предварительный раунд | Четвертьфиналы | Четвертьфиналы | Четвертьфиналы | Полуфиналы           | Полуфиналы           | Полуфиналы           | Финал                | Финал                |
| Дисциплина                         | Спортсмен              | Забег                 | Время                 | Место                 | Забег          | Время          | Место          | Забег                | Время                | Место                | Время                | Место                |
| ---------------------------------- | ---------------------- | --------------------- | --------------------- | --------------------- | -------------- | -------------- | -------------- | -------------------- | -------------------- | -------------------- | -------------------- | -------------------- |
| бег на 800 метров                  | Аянлех Сулейман        | 1                     | 1:45,48               | 1 Q                   | не проводится  | не проводится  | не проводится  | 3                    | 1:45,19              | 4                    | завершил выступление | завершил выступление |
| бег на 1500 метров                 | Абди Муядин            | 2                     | DNF                   | —                     | не проводится  | не проводится  | не проводится  | завершил выступление | завершил выступление | завершил выступление | завершил выступление | завершил выступление |
| бег на 1500 метров                 | Аянлех Сулейман        | 1                     | 3:39,25               | 3 Q                   | не проводится  | не проводится  | не проводится  | 2                    | 3:39,46              | 2 Q                  | 3:50,29              | 4                    |
| бег на 3000 метров с препятствиями | Мохамед Исмаил Ибрагим | 3                     | 8:53,10               | 12                    | не проводится  | не проводится  | не проводится  | не проводится        | не проводится        | не проводится        | завершил выступление | завершил выступление |

Шоссейные дисциплины
| Дисциплина | Спортсмен  | Время   | Место | Отставание |
| ---------- | ---------- | ------- | ----- | ---------- |
| марафон    | Мумин Гала | 2:13:04 | 12    | +4:20      |

Женщины
Беговые дисциплины
| Дисциплина         | Спортсмен            | Предварительный раунд | Предварительный раунд | Предварительный раунд | Четвертьфиналы | Четвертьфиналы | Четвертьфиналы | Полуфиналы            | Полуфиналы            | Полуфиналы            | Финал                 | Финал                 |
| Дисциплина         | Спортсмен            | Забег                 | Время                 | Место                 | Забег          | Время          | Место          | Забег                 | Время                 | Место                 | Время                 | Место                 |
| ------------------ | -------------------- | --------------------- | --------------------- | --------------------- | -------------- | -------------- | -------------- | --------------------- | --------------------- | --------------------- | --------------------- | --------------------- |
| бег на 1500 метров | Кадра Мохамед Дембил | 3                     | 4:42,67               | 12                    | не проводится  | не проводится  | не проводится  | завершила выступление | завершила выступление | завершила выступление | завершила выступление | завершила выступление |